# Piano di massa
In ingegneria elettrica, un piano di massa (ground plane) è una superficie elettricamente conduttiva alla quale possa essere applicato il teorema delle immagini. Nel caso particolare in cui la superficie sia al potenziale del suolo si parla, più propriamente, di piano di terra, mentre si parla di piano di massa quando la superficie è al potenziale di riferimento del circuito considerato, che può essere anche diverso dal potenziale del suolo. Per esempio, il tetto di un'auto può fungere da piano di massa per un'antenna, pur essendo isolato dal suolo, poiché la carcassa metallica dell'auto funge da massa, cioè ad essa si associa il potenziale di riferimento dei circuiti elettrici presenti nell'auto.

## Teoria delle antenne radio
Nelle telecomunicazioni, per piano di massa di un'antenna si intende una superficie elettricamente conduttiva, posta alla base dell'antenna, che riflette parte delle onde elettromagnetiche irradiate dall'antenna stessa, così da generarne un'immagine elettrica, ossia un'immagine virtuale dell'antenna. Se l'antenna è un'antenna a monopolo, la presenza del monopolo immagine consente di ottenere un diagramma di radiazione simile a quello di un'antenna a dipolo.
In un'accezione un po' più generale, per piano di massa di un'antenna si può intendere una struttura di un oggetto conduttivo, accoppiato con l'antenna nella regione di campo vicino, che ne permette il corretto funzionamento (per esempio, forma un riflettore o un direttore per l'antenna). Oltre che da superficie di riflessione del campo vicino, il piano di massa funge da massa di riferimento in un circuito.
Nel caso dell'antenna ground plane, tipicamente da un quarto d'onda, cioè di lunghezza pari a un quarto di lunghezza d'onda, ossia λ/4, il piano conduttore viene simulato mettendo un certo numero di conduttori radiali sotto il semidipolo (elemento radiante). La lunghezza dei radiali è pari a λ/4.
Variando l'inclinazione dei radiali, varia la resistenza di radiazione (Impedenza caratteristica dell'antenna):
- ɵ=90° → Za=36,5Ω;
- ɵ=0° → Za=73Ω;
- ɵ=30° → Za=50Ω

Quest'ultimo rende l'antenna un carico adattato per un cavo coassiale avente impedenza caratteristica (Za=50Ω).
Tale tipologia di antenna è particolarmente utilizzata per la trasmissione in onde corte in banda cittadina (CB).